# Kudat
Kudat – miasto w Malezji w stanie Sabah. W 2000 roku liczyło 27 370 mieszkańców. W mieście znajduje się port lotniczy Kudat.